# Sidney Godolphin (hrabia)
Sidney Godolphin, 1. hrabia Godolphin KG (ur. 15 czerwca 1645 w Breage, zm. 15 września 1712 w St Albans) – brytyjski polityk. Od lat siedemdziesiątych XVII wieku do pierwszej dekady XVIII wieku wielokrotnie pełnił funkcję lorda wielkiego skarbnika; 1684–1685, 1690–1697, 1700–1701, 1702–1710. Był jednym z liderów partii torysów.

## 1645–1679

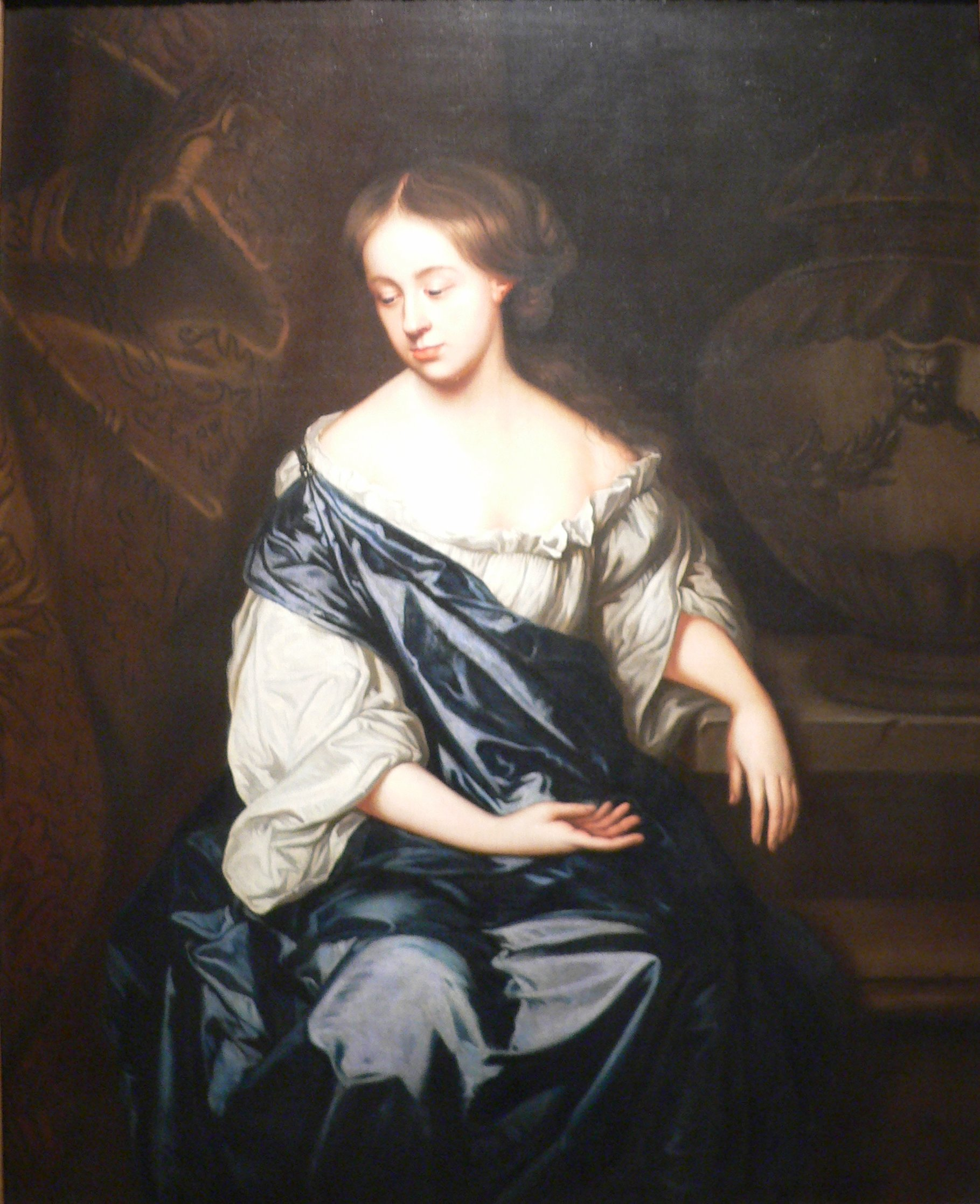
Margaret Blagge, małżonka Sidneya Godolphina (mal. Matthew Dixon)

Pochodził ze starej rodziny z Kornwalii. Po restauracji monarchii Karol II Stuart uczynił go swym faworytem. Godolphin wszedł wtedy do parlamentu z kornwalijskiego okręgu Helston. Choć rzadko bywał na zebraniach, uchodził za jednego z najlepszych znawców polityki i ekonomii. W marcu roku 1679 zasiadł w Privy Council. Odtąd on, wicehrabia Hyde (potem hr. Rochester) i Robert Spencer, 2. hrabia Sunderlandu decydowali o losach królestwa.

## 1679–1690
Choć głosował za ustawą Exclusion Bill – przeciw dziedziczeniu tronu przez królewskiego kryptokatolickiego brata (Jakub II Stuart) w 1680, zachował swój urząd po nastaniu jego rządów (choć np. Sunderland został odwołany). We wrześniu 1684 został sekretarzem stanu północnego departamentu Baronem Godolphin of Rialton, i lordem skarbu, a także szambelanem królowej Marii Modeńskiej, a w końcu tak jak Rochester i Sunderland odzyskał fawory i wpływy w pełni.
W roku 1688 negocjował z pretendentem protestanckim Wilhelmem III Orańskim, tak jak markiz Halifax i hrabia Nottingham, w imieniu Jakuba II. Po wstąpieniu Wilhelma na tron, zachował drobne stanowisko w ministerstwie skarbowym.

## 1690–1712
W marcu 1690 roku Godolphin przeszedł na emeryturę, lecz jeszcze w tym samym roku poproszono go o ponowne objęcie stanowiska Lorda Skarbu.
Od tego momentu on i wódz John Churchill, 1. książę Marlborough, sekretnie korespondowali z Jakubem we Francji. Torys Godolphin uwielbiał żonę Jakuba. Po wyjściu na jaw spisku Fenwicka w 1696 roku przeciw królowi Wilhelmowi, zrezygnował ze służby, lecz już w 1700 Torysi wygrali wybory i odzyskał swój urząd. Gdy rządziła Anna Stuart, jego dobrym duchem był faworyt królowej książę Marlborough, mimo iż Wig. W grudniu roku 1706 został hrabią.
Utrata wpływów przez Marlborougha, pociągnęła za sobą dymisję Godolphina (7 sierpnia 1710 roku). Jego sprawie zaszkodziła mowa, którą wygłosił torys Henry Sacheverell i porównał Godolphina do szekspirowskiego negatywnego bohatera Volpone'a.
Godolphin był czarodziejem ekonomii. Marlborough popierał go, gdyż potrzebował dobrego finansisty u steru państwa i pieniędzy na wojnę. Trzeba przyznać, że inaczej niż np. Robert Walpole po nim F. Godolphin nie wzbogacił się na stanowiskach. Grał hazardowo w karty i wydawał pieniądze na walki kogutów. Po jego śmierci jego majątek wart był 12 tysięcy funtów szterlingów.

## Życie prywatne
Godolphin poślubił dnia 16 maja 1675 Margaret Blagge, której ojcem był Thomas Blagge, pobożną niewiastę, której życiorys napisał John Evelyn. The Life of Mrs Godolphin, zmarła rodząc jedynego syna Godolphina Francisa w 1678.